# Чупров, Нил Данилович
Нил Данилович Чупров (21 декабря 1902 года, село Новогеоргиевск, ныне Балейский район, Забайкальский край — 24 марта 1945 года, деревня Россельвитц, Германия) — советский военный деятель, Полковник (1943 год).

## Начальная биография
Нил Данилович Чупров родился 21 декабря 1902 года в селе Новогеоргиевск ныне Балейского района Забайкальского края.

## Военная служба

### Довоенное время
В сентябре 1921 года был призван в ряды РККА, после чего служил красноармейцем и старшиной роты в составе 9-го пулемётного эскадрона в составе Дальневосточного корпуса.
В 1925 году вступил в ряды ВКП(б), а в сентябре того же года был направлен на учёбу во Владивостокскую пехотную школу имени Коминтерна, после окончания которой в сентябре 1928 года был назначен на должность командира взвода 32-го стрелкового полка, а затем — на должность командира взвода 89-го стрелкового полка.
В 1932 году окончил курсы усовершенствования командного состава мотомеханизированных войск, после чего в составе этих курсов служил на должностях инструктора парка и командира танковой роты.
С сентября 1935 года служил в учебном танковом полку при Военной академии механизации и моторизации РККА на должностях командира танковой роты, временно исполняющего должность помощника начальника штаба полка, командира батальона и помощника начальника штаба полка по строевой части.
После окончания Военной академии механизации и моторизации РККА в июне 1941 года был назначен на должность заместителя командира 72-го танкового полка в составе 36-й танковой дивизии (17-й механизированный корпус, Западный особый военный округ).

### Великая Отечественная война
С началом войны Чупров находился на прежней должности. С 26 июня 36-я танковая дивизия принимала участие в ходе приграничного сражения на территории Белоруссии, а вскоре во время Смоленского сражения принимала участие в ходе нанесения контрударов в районе Смоленска.
В мае 1942 года Чупров был назначен на должность командира 236-й танковой бригады, находившейся на формировании в городе Горький. После окончания формирования с июля бригада под командованием Чупрова принимала участие в ходе Ржевско-Сычевской наступательной операции, а с октября вела боевые действия по освобождению Калининской и Смоленской областей, а также восточных районов Белоруссии. Во время Великолукской наступательной операции Чупров в ходе оборонительных боевых действий по отражению попыток противника прорваться к окружённому гарнизону, находившемуся в Великих Луках, умело управлял подчинёнными ему войсками. За проявленные при этом личную отвагу, мужество и организаторские способности был награждён орденом Красного Знамени. Во время Невельской наступательной операции 236-я танковая бригада принимала участие в ходе освобождения города Невель, за что ей было присвоено почетное наименование «Невельская».
В августе 1944 года Нил Данилович Чупров был назначен на должность командира 10-го гвардейского танкового корпуса, который принимал участие в ходе Сандомирско-Силезской наступательной операции, во время которой вёл оборонительные боевые действия в районе города Лисув, а затем захватил переправы через реку Чарна-Нида и ударом в обход города Кельце с северо-запада содействовал 13-й армии в освобождении города, а также в форсировании реки Одер в районе города Штайнау.
Во время Нижнесилезской наступательной операции корпус под командованием Чупрова после захвата плацдармов на западном берегу реки Нейсе своими боевыми действиями способствовал окружению бреславской группировки противника. За талантливую организацию четкого управления танковыми частями в трудных условиях стремительного наступления и смелое применение обходного манёвра на окружение Нил Данилович Чупров был награждён орденом Александра Невского.
В марте 1945 года Чупров получил контузию, после чего был назначен на должность заместителя командира 10-го гвардейского танкового корпуса.
Полковник Нил Данилович Чупров погиб 24 марта 1945 года на 1-м Украинском фронте при налёте авиации противника. Похоронен во Львове.

## Награды
- Три ордена Красного Знамени;
- Орден Кутузова 2 степени;
- Орден Александра Невского;
- Орден Отечественной войны 1 степени;
- Медали[2].